# 疾凍救援
是一部2021年美國動作驚悚片，由強納森·漢斯林執導兼編劇，連恩·尼遜和勞倫斯·費許朋領銜主演，配角演員包括班傑明·沃克、安柏·米桑德、馬克斯·湯瑪斯、赫特·麥卡藍、馬丁·山米爾、麥特·麥考伊與麥特·沙林傑。
電影於2021年6月25日上線美國地區的Netflix。續集為《疾凍救援2》。

## 劇情
加拿大一處偏遠的鑽石礦山坍塌後，一名老練的冰路司機帶隊並駕駛著巨型卡車前往救援，眾人在營救受困礦工的同時，還得迴避正在解凍的冰層路面。
在加拿大北部的一個礦區裏，礦工們日復一日地工作着，這天安全監督員弗雷德·福特發現，礦井內用來探測甲烷濃度的傳感器竟然被關掉了，但工頭和礦工們對這人命關天、不容疏忽的大事都不以為意。然而災難很快就發生了，甲烷爆炸，礦洞坍塌，令工人們都被困在凍土下。 
礦業公司立即向自然資源部副部長奧圖爾滙報了情況，他們聲稱沒有讀數顯示有甲烷，於是推測氣體可能是聚集在礦場的保護層後面，所以傳感器才沒有檢測到，在甲烷被排出之前無法實施營救，但礦區裏沒有用來排氣的井頭。 
副部長奧圖爾隨即聯繫了空軍基地，但一個排氣井頭的重量超過了直升機的最大載重，這種情況下只能用卡車運送。於是他立即找到了吉姆·古德隆的運輸隊，但想要到達礦區必須經過一段僅有冰層結構的道路，而且此時已經臨近四月，天氣回暖冰層變薄，這條冰路顯然變成了死亡之路，沒有人願意冒險前往。 
但吉姆想到被困的礦工們他都認識，又不忍心見死不救就決定盡力試一試。於是吉姆便把招募冰路司機的消息發佈了出去，同時吉姆去看守所保釋出了女孩丹圖。丹圖是當地的原住民，因為抗議種族歧視行為過度激烈而被逮捕，丹圖雖然年輕但駕駛卡車的技術卻一流，丹圖駕駛冰路的經驗讓吉姆有了保釋她的理由，並且丹圖的哥哥科迪也在礦井裡生死未明，所以當得知吉姆正在召集一支冰路救援隊，她毫不猶豫選擇加入。 
男主角麥克是與弟弟葛帝相依為命的一名老練的冰路司機，弟弟葛帝是一位患上了失語症的退役老兵。麥克因為教訓了欺負弟弟的工友而剛剛丟了工作，他收到招募冰路司機的消息後便帶着弟弟一起去面試。麥克有著豐富的冰路駕駛經驗，葛帝則是機械維修大師，吉姆對這對黃金兄弟拍檔在面試的表現很滿意，於是便立即錄用兩兄弟。 
與此同時，礦業公司的經理喬治·西克利和安全監督員弗雷德·福特敲擊通往井內的管道發出摩斯密碼，試圖與被困人員取得聯繫，丹圖的哥哥與麥克的弟弟一樣都當過兵而隨即做出回應，得知井下還有26人存活，安全監督員弗雷德·福特同時告知被困人員用來控制甲烷的井頭會盡快送到，但礦工們對此並不樂觀，因為他們深知冰路運輸的艱險，而他們在凍土下面熬不過30小時。 
這邊吉姆準備了三輛卡車，他與麥克、丹圖各自駕駛一輛，每輛卡車都裝載了相同的井頭設備，這樣萬一中途有車子發生意外，其他車輛依然可以繼續前往礦區。非常時期酬金自然也高，合約中將20萬美元分成了四份，但沒能完成任務的人，他那份酬金要歸於完成任務的人所有，另外礦業公司也派了一位名叫湯姆·瓦尼的風險顧問一起出這趟任務。 
一切準備就緒後，由吉姆組成的冰路運輸隊浩浩蕩蕩的出發了，他們必須在30小時內趕到礦區。在湖面的冰路上行駛需要保持好車速，開得太快就會造成壓力波，而開得太慢會令冰塊無法承受卡車的重量而碎裂，一樣都有掉進湖裏的危險。 
夜晚還好，氣溫低令冰面很是堅硬，大家的心情都很放鬆。然而第二天卻是陽光普照，加上三輛卡車都載着重物，冰面隨時都會出現裂痕，這樣會加大了前行的風險。 
而正在此時，吉姆駕駛的卡車突然發生故障。麥克見此情形，急忙指揮丹圖倒車，弟弟葛帝負責檢修車輛，其他人則用膠盤鋼繩把三輛卡車連在一起。麥克打算拖著吉姆的卡車繼續前進，就在此時，冰面開始塌陷，吉姆駕駛的卡車車廂不斷下沉，更糟糕的是吉姆的左腿不小心被纏住鋼繩纏住，很快他就被拖進冰窟裏。為了防止麥克和丹圖的卡車跟著遇險，吉姆當機立斷，讓丹圖割斷前車的連接繩，情況緊急下丹圖只好蓋著悲傷照做，吉姆犧牲了自己保存了其他人。 
此時冰層還在繼續開裂，大家沒有時間過多悲傷，只能發動卡車與死神賽跑。麥克觀察了路面情況後，指揮大家都站在車門外的踏板上，這樣做是萬一卡車沉下去，他們至少還有機會跳車逃生。但由於兩輛卡車沒來得及解綁，經過一番走位後，兩輛卡車雙雙發生了側翻，而他們亦因禍得福，側翻的車身分散了集中在輪胎上的重量，冰層也就在他們腳下停止開裂。 
這時，礦業公司的風險顧問瓦尼勸說麥克折返回去，但麥克認為他們已經走了一半多的路程，不可能就這樣回去，因此麥克堅持要繼續前往礦區。接着瓦尼又提出吉姆的卡車突然故障可能是丹圖所為，因為丹圖曾經遭到吉姆的解僱，瓦尼基於這個原因而懷疑丹圖因此對吉姆懷恨在心，偷偷在吉姆的卡車裡加入了汽油，導致卡車在半路故障。 
經瓦尼這樣一說，麥克與瓦尼找到了丹圖，質問剛才發生的意外，丹圖自然否認了這件事，但麥克懷疑丹圖的目的就是想把他們都除掉，然後獨吞合約中的20萬酬金。丹圖承認當年兩人有點過節，因為她偷了吉姆的鑽機，但丹圖也激動地解釋她願意冒險並不是為了錢，而是因為她的哥哥科迪就在礦區裏生死不明，情急之下還拿出手槍對着麥克與瓦尼。這時葛帝突然從後面衝出，奪走了丹圖的手槍。麥克把丹圖綁了起來，然後和弟弟一起用膠盤把兩輛卡車翻正。 
再次出發前，麥克和葛帝來到貨櫃檢查井口設備。誰知瓦尼卻從外面把他們反鎖在貨櫃裏，並拿走了車廂的手機、手槍和工具包。丹圖立即意識到原來對吉姆的卡車動手腳的人正是瓦尼，瓦尼向丹圖坦言他並不是礦業公司的風險顧問，而是礦業公司安排來阻止救援的。 
原來礦業公司為了追求最大效益，便買通礦工蘭德關掉甲烷傳感器，因為一旦探測到礦井內有甲烷就需要停工，要是停工的話就會延長工期，成本也會隨之而增加。如今礦難發生，礦業公司卻並不打算營救，只想隱瞞他們違規操作的真相。 
瓦尼打暈丹圖後，在麥克的卡車下面放了炸藥，並留出足夠的引線，以保證炸藥在他開車離開後才會爆炸。但這也給了麥克時間，他和弟弟葛帝合力用金屬管撞落車廂上的取暖裝置，然後從洞口爬出來。麥克發現炸藥後，千鈞一髮之際把炸藥扔了出去。 
炸藥爆炸後，在遠處的瓦尼看到身後的火光，以為麥克兄弟已經葬身湖底，便放心離開。爆炸震裂了冰層，令麥克的卡車前輪陷到冰窟裏，於是麥克兄弟合力把貨櫃和車頭分離，然後用膠盤去拉車頭，嘗試多次後，車頭終於被拉回來。但膠盤也隨之而崩壞導致貨櫃沉入水裏，把弟弟也拉了進去。麥克見狀急忙固定好繩索，縱身跳進了冰窟把弟弟救了上來。此時麥克才回過神來，瓦尼有意阻止救援肯定另有陰謀，他們剛才好心做壞事，被壞人當槍使了。 
另一邊，瓦尼與礦業公司的經理喬治·西克利碰面後，匯報了自己的輝煌成績，接著他們打算偽造丹圖因意外而造成車毀人亡的假象，已經醒過來的丹圖偷聽到瓦尼和西克利他們的計劃，於是趁瓦尼把她扶進駕駛座時突然發難，用滅火器打爆了瓦尼的頭，把瓦尼推下車。接著丹圖掙脫了紮帶，發動引擎逃離此地。瓦尼像是一個打不死的人，馬上爬到車底拔掉了卡車的油管，然後跟西克利派來的殺手追上去。丹圖用卡車上的無線電與麥克取得聯繫，並且告知麥克兄弟瓦尼和西克利他們的陰謀，瓦尼透過偷聽對話得知麥克兄弟還活著，於是立即指揮殺手前往阻攔，並交代不要用槍，否則會被追查者發現不是意外而是謀殺。 
殺手從兩側車門同時進攻，砸碎車窗玻璃進入駕駛室，雙方僵持片刻，葛帝被兩名殺手拖下車，然後用豐富的打鬥經驗取得勝利。麥克擺脫了自己的對手後，掉頭回來接上弟弟，繼續朝著丹圖的方向前去。 
丹圖這邊的情況非常不妙，因為瓦尼拔掉了卡車的油管導致油很快漏完並停下來，幸好車上還有槍用來阻止瓦尼接近。瓦尼勸喻丹圖放棄掙扎，因為麥克兄弟已經被殺手處理了。就在丹圖陷入絕望時，麥克及時駕駛卡車趕到，瓦尼倒是果斷，立即上車逃走，但還是被麥克推翻到山坡下。接着，葛帝修理好丹圖卡車上的油管並補給了燃油。 
瓦尼這個反派卻始終陰魂不散，他在後腳搜了一輛雪地摩托車，然後跑到雪山頂，在雪山頂上引爆炸藥造成雪崩。麥克和丹圖看見後急忙開車逃離，但因為丹圖的卡車拉著重物的速度不夠快而遭到邊緣衝擊，她也被衝破前擋玻璃的樹枝刺傷，簡單處理了丹圖的傷口後，麥克兄弟將兩輛卡車進行調換後繼續趕往礦區。 
與此同時，無良礦業公司經理喬治·西克利和運營副總裁傑克·泰格正在盤算着明天早上清理礦工們的屍體，然後再舉辦一個葬禮儀式就可以繼續開工。麥克等人重新出發後，瓦尼便開走留在原地的丹圖的那輛卡車繼續干擾，瓦尼快速行駛，很快就追上麥克等人，麥克見甩不掉瓦尼，便把方向盤交到弟弟手上，囑咐他要一直向前開不要停。麥克在跳到瓦尼的車前，丹圖希望麥克為了她的哥哥，一定要殺了那個一直在干擾他們的反派，麥克答應後從車頭和貨櫃連接處跳到瓦尼的車上，然後進入駕駛室開始與瓦尼展開搏鬥，麥克和瓦尼從車上一路搏鬥到冰上，又從冰上搏鬥到車上，最後麥克看準時機把瓦尼推到後座，然後深踏油門提高車速，跳出車外。當瓦尼從後座爬出來並回過神來的時候，發現一切都太遲了，最終瓦尼眼睜睜的看著自己去世。 
這邊，葛帝開車來到一座吊橋前不敢再前行。丹圖便接過方向盤繼續往橋上走，卡車行駛到大橋中段後輪胎打滑得很厲害。葛帝便下車鋪上防滑墊，但由於卡車載重超過了大橋的最大承重，纜繩開始根根斷裂，幸好他們有驚無險地行駛到了對岸，可是即使拉緊了煞車掣，卡車還是後滑得很厲害，葛帝便去關閉橋頭的鐵門，然而葛帝自身卻被後滑的卡車擠壓到無法動彈，丹圖急忙下車舖好防滑墊挪開空間，但為時已晚，葛帝活活被貨櫃壓死了。翻山來到對岸的麥克抱著弟弟悲傷不已，痛苦中，麥克送別了自己的弟弟。但來不及傷痛，他們火速將井頭設備運送到礦區。 
與此同時，礦業公司的總監湯瑪森來到了礦區。已經過了30個小時，但井頭還沒有送到，所有人都以為礦工們肯定沒救了，此時的西克利還為救援車隊的失敗向總監湯瑪森表示婉惜。就在這時，麥克開著卡車送來了希望，最終已經奄奄一息的礦工們全部獲救。 
丹圖也終於和她的哥哥科迪團聚，科迪非常感激妹妹和麥克冒著生命危險的營救。同時，工頭雷尼和礦工們也向總監湯瑪森告發了經理西克利和礦工們當中的內奸蘭德的交易。原來在被困時，礦工內奸蘭德不斷煽動遇難礦工的情緒，由於時間的拉距，礦坑裏的氧氣維持不了多久，所以蘭德提議將那些重傷的人員先閉氣，工友們立即強烈反對，畢竟這是殺人。工頭雷尼為了阻止蘭德這種行為，拿出了打火機威脅才令蘭德罷手。同時大家也揭發了蘭德因為收了管理層的賄賂，所以蘭德在開採前關閉了甲烷傳感器，這樣就沒有人知道礦坑裏的甲烷濃度。 
就這樣，礦業公司的違規操作也被揭發。從工頭雷尼和礦工們得知情況的總監湯瑪森立即上前對西克利進行了強烈譴責，形容此舉簡直令人作嘔。但麥克才沒有那麼多廢話，直接用拳頭狠狠地砸了西克利。 
最後麥克完成了弟弟葛帝的心願，用這次冒險得到的酬金買了一輛屬於他們自己的卡車，麥克帶著弟弟的夢繼續踏上征程。

## 演員
- 連恩·尼遜[11]飾演麥克·麥肯（Mike McCann）
- 勞倫斯·費許朋[11]飾演吉姆·古德隆（Jim Goldenrod）
- 班傑明·沃克[11]飾演湯姆·瓦尼（Tom Varnay）
- 安柏·米桑德[11]飾演丹圖（Tantoo）
- 馬克斯·湯瑪斯（英语：Marcus Thomas (actor)）[11]飾演葛帝·麥肯（Gurty McCann）
- 赫特·麥卡藍飾演工頭雷尼·蘭帕德（René Lampard）
- 馬丁·山米爾飾演科迪（Cody）
- 麥特·麥考伊（英语：Matt McCoy (actor)）飾演礦業公司經理喬治·西克利（George Sickle）
- 布拉德利·薩瓦茨基（英语：Bradley Sawatzky）飾演礦業公司運營副總裁傑克·泰格（VP Operations Jack Tager）
- 亞當·赫爾蒂（英语：Adam Hurtig）飾演安全監督員弗雷德·福特（Fred Ford）
- 麥特·沙林傑（英语：Matt Salinger）飾演礦業公司總監湯瑪森（CEO Thompson）
- 保羅·艾森布雷（英语：Paul Essiembre）飾演自然資源部副部長奧圖爾（Deputy Minister O'Toole）
- 馬歇爾·威廉斯飾演礦區安全主管塔利（Mine Safety Supervisor Tully）

## 製作
2019年8月，連恩·尼遜加入由強納森·漢斯林自編自導的電影《疾凍救援》。2020年2月，據報導，勞倫斯·費許朋、班傑明·沃克、安柏·米桑德和馬克斯·湯瑪斯簽約演出。同月，主要拍攝在加拿大溫尼伯進行。其他地點如曼尼托巴省Île-des-Chênes和吉姆利小镇。

## 發行
2021年3月，Netflix以1800萬美元的價格取得美國發行權。電影排定於2021年6月25日上線該平台，而其他國家及地區的發行商則有所不同，如英國由Amazon Prime Video發行。

## 外部連結
- 互联网电影数据库（IMDb）上《疾凍救援》的资料（英文）
- 豆瓣电影上《疾凍救援》的資料 （简体中文）